# Pohár mistrů evropských zemí 1985/1986
Sezóna 1985/86 byla 31. ročníkem fotbalového Poháru mistrů evropských zemí. Jejím vítězem se stal rumunský klub FC Steaua București.
Vzhledem k trvajícímu zákazu startu anglických týmů kvůli tragédii v minulém ročníku se tohoto ročníku nesměl účastnit žádný anglický tým, na což doplatil anglický mistr – Everton FC.

## První kolo
| Domácí v 1. zápase | Celkem  | Hosté v 1. zápase   | 1. zápas | 2. zápas |
| ------------------ | ------- | ------------------- | -------- | -------- |
| Górnik Zabrze      | 2–6     | FC Bayern Mnichov   | 1–2      | 1–4      |
| Dynamo Berlin      | 1–4     | Austria Vídeň       | 0–2      | 1–2      |
| RSC Anderlecht     | (kont.) | Everton FC          | –        | –        |
| Rabat Ajax FC      | 0–10    | Omonia              | 0–5      | 0–5      |
| Budapešť Honvéd    | 5–1     | Shamrock Rovers     | 2–0      | 3–1      |
| Vejle              | 2–5     | FC Steaua București | 1–1      | 1–4      |
| Zenit Leningrad    | 4–0     | Vålerenga IF        | 2–0      | 2–0      |
| Kuusysi            | 4–2     | FK Sarajevo         | 2–1      | 2–1      |
| Linfield FC        | 3–4     | Servette            | 2–2      | 1–2      |
| ÍA                 | 2–7     | Aberdeen FC         | 1–3      | 1–4      |
| IFK Göteborg       | 5–3     | Trakia Plovdiv      | 3–2      | 2–1      |
| Bordeaux           | 2–3     | Fenerbahçe SK       | 2–3      | 0–0      |
| AC Sparta Praha    | 2–2 (v) | FC Barcelona        | 1–2      | 1–0      |
| FC Porto           | 2–0     | Ajax                | 2–0      | 0–0      |
| Hellas Verona FC   | 5–2     | PAOK                | 3–1      | 2–1      |
| Jeunesse Esch      | 1–9     | Juventus FC         | 0–5      | 1–4      |

## Druhé kolo
| Domácí v 1. zápase | Celkem  | Hosté v 1. zápase   | 1. zápas | 2. zápas |
| ------------------ | ------- | ------------------- | -------- | -------- |
| FC Bayern Mnichov  | 7–5     | Austria Vídeň       | 4–2      | 3–3      |
| RSC Anderlecht     | 4–1     | Omonia              | 1–0      | 3–1      |
| Budapešť Honvéd    | 2–4     | FC Steaua București | 1–0      | 1–4      |
| Zenit Leningrad    | 3–4     | Kuusysi             | 2–1      | 1–3      |
| Servette           | 0–1     | Aberdeen FC         | 0–0      | 0–1      |
| IFK Göteborg       | 5–2     | Fenerbahçe SK       | 4–0      | 1–2      |
| FC Barcelona       | 3–3 (v) | FC Porto            | 2–0      | 1–3      |
| Hellas Verona FC   | 0–2     | Juventus FC         | 0–0      | 0–2      |

## Čtvrtfinále
| Domácí v 1. zápase  | Celkem  | Hosté v 1. zápase | 1. zápas | 2. zápas |
| ------------------- | ------- | ----------------- | -------- | -------- |
| FC Bayern Mnichov   | 2–3     | RSC Anderlecht    | 2–1      | 0–2      |
| FC Steaua București | 1–0     | Kuusysi           | 0–0      | 1–0      |
| Aberdeen FC         | 2–2 (v) | IFK Göteborg      | 2–2      | 0–0      |
| FC Barcelona        | 2–1     | Juventus FC       | 1–0      | 1–1      |

## Semifinále
| Domácí v 1. zápase | Celkem         | Hosté v 1. zápase   | 1. zápas | 2. zápas |
| ------------------ | -------------- | ------------------- | -------- | -------- |
| RSC Anderlecht     | 1–3            | FC Steaua București | 1–0      | 0–3      |
| IFK Göteborg       | 3–3 (4–5 pen.) | FC Barcelona        | 3–0      | 0–3      |

## Finále
| 7. května 1986      |        |              |                                                                                          |
| FC Steaua București | 0 – 0  | FC Barcelona | Estadio Ramón Sánchez Pizjuán, Sevilla diváci: 70 000 rozhodčí: Michel Vautrot (Francie) |
|                     | Report |              | Estadio Ramón Sánchez Pizjuán, Sevilla diváci: 70 000 rozhodčí: Michel Vautrot (Francie) |

|                                                           |       | Penaltový rozstřel                                                |  |
| Mihail Majearu László Bölöni Marius Lăcătuș Gavril Balint | 2 – 0 | José Ramón Alexanko Ángel Pedraza Pichi Alonso Marcos Alonso Peña |  |

## Vítěz
| Pohár mistrů evropských zemí 1985/86 FC Steaua București (1. titul) Helmuth Duckadam, Ştefan Iovan , Ilie Bărbulescu, Adrian Bumbescu, Lucian Bălan, Miodrag Belodedici, Marius Lăcătuș, Mihail Majearu, Victor Pițurcă, Gavril Balint, László Bölöni, Anghel Iordănescu, Marin Radu Trenér: Emerich Jenei |